# 田中謙助
田中 謙助（たなか けんすけ）は、幕末の薩摩藩士。父は池田氏。諱は盛明。

## 略伝
鹿児島城下で誕生。田中氏の養子に入っている。幼時より学問を好み、また古示現流剣術や砲術を修めた。藩政では造士館訓導や江戸藩邸中小姓を務めている。
江戸で伊地知貞馨とともに水戸藩士らと盛んに連絡を取り、また幕府の外交姿勢を批判。文久2年（1862年）大坂藩邸詰の永山佐一郎配下の伍長となる。
しかし間もなく有馬新七らと九条尚忠・酒井忠義らの襲撃を謀って大坂を脱走し、上洛して京都寺田屋に入った。しかし島津久光の派遣した鎮撫使と激論となり、最後に謙助が「もう論ずることはない」と断じたために、鎮撫使の道島五郎兵衛に「上意」と眉間を斬られて昏倒した。これが寺田屋騒動の発端である。その後蘇生するが、翌日に伏見の藩邸で自害を命じられた。
明治24年（1891年）、従四位を追贈された。

## 登場作品
テレビドラマ
- 『翔ぶが如く』（1990年、NHK大河ドラマ　演：新みのる）
- 『西郷どん』（2018年、NHK大河ドラマ　演：堤匡孝）